# Aglossosia semisericea
Aglossosia semisericea là một loài bướm đêm thuộc phân họ Arctiinae, họ Erebidae.